# Сарпа (озеро, Волгоградская область)
Сарпа (калм. Шорв) — пересыхающее озеро в Светлоярском районе Волгоградской области, одно из озер в системе Сарпинских озер.

## География
Озеро расположено в начале цепочки Сарпинских озёр у подножия Ергенинской возвышенности. Северная часть озера находится в пределах городской черты Волгограда (Красноармейский район). У западного берега озера расположены сёла Большие и Малые Чапурники, Дубовый Овраг.

## Гидрологический режим
Режим озера носит природно-антропогенный характер. Степные речки, впадающие в озеро питаются талыми и дождевыми водами, родниками, летом пересыхают, также озеро подпитывается волжскими водами через Сарпинскую оросительно-обводнительную систему. Площадь озера Сарпа в 1970-х гг. составляла 30,5 км², длина — 18,7 км, а ширина — 3,1 км. В настоящее время площадь озера составляет до 50 км², но глубина его даже весной не превышает полутора метров. Летом озеро в северной и южной частях пересыхает, лишь небольшие зеркальца воды остаются в центральной части Сарпы у села Дубовый Овраг. Протоком Галга озеро в многоводные годы соединяется с расположенным южнее озером Цаца.

## Данные государственного водного реестра
По данным государственного водного реестра России
- Код водного объекта	07040000111108200000010
- Бассейновый округ	Западно-Каспийский бассейновый округ (7)
- Речной бассейн	Реки бассейна Каспийского моря на юг от бас Терека до гр РФ (4)
- Речной подбассейн	нет (0)
- Водохозяйственный участок	Бессточные территории междуречья Терека, Дона и Волги (1)
- Площадь водоёма	42,6 км²
- Водосборная площадь	428 км²
- Код по гидрологической изученности	208200001
- Номер тома по ГИ	8
- Выпуск по ГИ	2

## Флора и фауна
Берега озера в тростнике и чакане. В зарослях по берегам озера обитают водоплавающие птицы. По берегам можно встретить болотных черепах, ужей. Озера богаты рыбой, водятся линь, карась, окунь, щука.

## Экологическая ситуация
Качество воды в озере Сарпа не соответствует требованиям рыбохозяйственого водоема по сульфатам, соединениям железа, меди, иону аммония, магнию, марганцу, СПАВ, нефтепродуктам. На качество воды в озере Сарпа оказывают влияние сточные воды, поступающие от Волгоградской ТЭЦ-2 ФОАО «Волгоградэнерго» и ОАО «Автобаза № 1».